# Championnat de Tunisie de football 1975-1976
Navigation
Saison précédente Saison suivante
La saison 1975-1976 du championnat de Tunisie de football est la 21e édition de la première division tunisienne à poule unique, la Ligue Professionnelle 1. Les quatorze meilleurs clubs tunisiens jouent les uns contre les autres à deux reprises durant la saison, à domicile et à l'extérieur. En fin de saison, les deux derniers du classement sont relégués et les deux meilleurs clubs de Ligue Professionnelle 2 sont quant à eux promus en première division. Un barrage de promotion-relégation entre le douzième de la première division et le troisième de la deuxième division est également organisé.
C'est l'Espérance sportive de Tunis, tenant du titre, qui remporte le championnat cette saison, après avoir battu l'Étoile sportive du Sahel lors d'une finale pour le titre disputée en matchs aller-retour. En effet, les deux clubs ont fini à égalité en tête du classement à l'issue de la compétition et la différence de buts (qu'elle soit particulière ou générale) n'est pas utilisée pour pouvoir les départager.
Il s'agit du sixième titre de champion de Tunisie de l'Espérance sportive de Tunis, qui manque le doublé en s'inclinant face au Club africain en finale de la coupe de Tunisie.

## Clubs participants

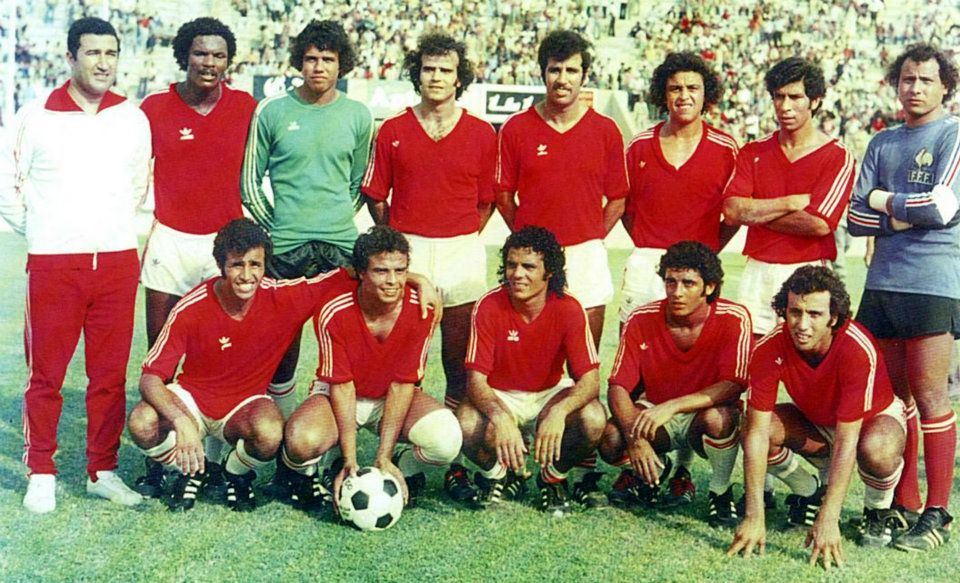
Club africain lors de la saison 1975-1976.

| - Sfax railway sport - El Makarem de Mahdia - Club africain - Espérance sportive de Tunis - Étoile sportive du Sahel - Club athlétique bizertin - Club sportif de Hammam Lif | - Olympique du Kef - Promu de LP2 - Stade tunisien - Club sportif sfaxien - Club sportif des cheminots - Avenir sportif de La Marsa - Club olympique des transports - Jeunesse sportive kairouanaise - Promu de LP2 |

## Compétition

### Classement
Le barème de points servant à établir le classement se décompose ainsi :
- Victoire : 3 points
- Match nul : 2 points
- Défaite : 1 point

| Rang | Équipe                             | Pts | J  | G  | N  | P  | Bp | Bc | Diff |
| ---- | ---------------------------------- | --- | -- | -- | -- | -- | -- | -- | ---- |
| 1    | Espérance sportive de Tunis (T)    | 62  | 26 | 14 | 8  | 4  | 36 | 20 | +16  |
| 2    | Étoile sportive du Sahel           | 62  | 26 | 13 | 10 | 3  | 43 | 25 | +18  |
| 3    | Club africain (C)                  | 60  | 26 | 12 | 10 | 4  | 32 | 21 | +11  |
| 4    | Club athlétique bizertin           | 58  | 26 | 9  | 14 | 3  | 32 | 22 | +10  |
| 5    | Jeunesse sportive kairouanaise (P) | 57  | 26 | 11 | 9  | 6  | 34 | 24 | +10  |
| 6    | Club sportif sfaxien               | 56  | 26 | 9  | 12 | 5  | 36 | 25 | +11  |
| 7    | Sfax railway sport                 | 55  | 26 | 13 | 3  | 10 | 33 | 28 | +5   |
| 8    | Avenir sportif de La Marsa         | 52  | 26 | 8  | 10 | 8  | 30 | 26 | +4   |
| 9    | Club olympique des transports      | 49  | 26 | 8  | 7  | 11 | 26 | 31 | -5   |
| 10   | Club sportif de Hammam Lif         | 48  | 26 | 7  | 8  | 11 | 22 | 32 | -10  |
| 11   | Olympique du Kef (P)               | 47  | 26 | 5  | 11 | 10 | 19 | 33 | -14  |
| 12   | Stade tunisien                     | 46  | 26 | 5  | 10 | 11 | 28 | 34 | -6   |
| 13   | El Makarem de Mahdia               | 41  | 26 | 4  | 7  | 15 | 17 | 34 | -17  |
| 14   | Club sportif des cheminots         | 35  | 26 | 2  | 5  | 19 | 24 | 57 | -33  |

|  | Participation au match pour le titre                                                         |
|  | Participation au barrage de promotion-relégation                                             |
|  | Relégation directe en deuxième division                                                      |
|  | (T) Tenant du titre (C) Vainqueur de la coupe de Tunisie (P) Club promu de deuxième division |

### Matchs

#### Match pour le titre
| Équipe 1                 | Résultat | Équipe 2                    | Aller | Retour |
| ------------------------ | -------- | --------------------------- | ----- | ------ |
| Étoile sportive du Sahel | 1 - 2    | Espérance sportive de Tunis | 0 - 1 | 1 - 1  |

L'Espérance sportive de Tunis est sacrée championne de Tunisie 1975-1976.

#### Barrage de promotion-relégation
| Équipe 1            | Résultat | Équipe 2                                | Aller | Retour |
| ------------------- | -------- | --------------------------------------- | ----- | ------ |
| Stade tunisien (D1) | 6 - 5    | Stade africain de Menzel Bourguiba (D2) | 5 - 2 | 1 - 3  |

Le Stade tunisien se maintient en première division.

### Meilleurs buteurs
- 20 buts : Raouf Ben Aziza[1] (ESS)
- 19 buts : Moncef Ouada (JSK)
- 13 buts : Ezzedine Chakroun (SRS)
- 12 buts : Temime Lahzami (EST)
- 9 buts : Abdelmajid Gobantini (EST) et Hammadi Agrebi (CSS)
- 8 buts : Moncef Khouini (CA), Néjib Limam (ST), Mohamed Ali Akid (CSS), Mohieddine Habita (COT) et Ridha Gabsi (CAB)

### Meilleurs joueurs
Voici la liste des quatorze meilleurs joueurs selon L'Action tunisienne :
- Khemaïs Laabidi (JSK) : 55 étoiles
- Ridha El Louze (SRS) : 50 étoiles
- Mohsen Labidi (ST) : 47 étoiles
- Temime Lahzami (EST) et Kamel Ben Brahim (OK) : 46 étoiles
- Hammadi Agrebi (CSS) : 43 étoiles
- Khaled Hosny (CSHL) : 41 étoiles
- Ridha Mokrani (CAB) : 40 étoiles
- Ahmed Zayani (SRS) : 39 étoiles
- Ali Retima (CA) : 38 étoiles
- Othman Jenayah (ESS), Abdesselam Chemam (ASM), Ali Kaabi (COT) et Moncef Ouada (JSK) : 37 étoiles

## Bilan de la saison
| Championnat de Tunisie de football 1975-1976 |                                        |
| Champion                                     | Espérance sportive de Tunis (6e titre) |
| Coupes et trophées                           |                                        |
| Vainqueur de la Coupe de Tunisie 1975-1976   | Club africain                          |
| Promotions et relégations                    |                                        |
| Promus en Ligue Professionnelle 1            | Union sportive monastirienne           |
| Promus en Ligue Professionnelle 1            | Association sportive de Mégrine        |
| Relégués en Ligue Professionnelle 2          | Club sportif des cheminots             |
| Relégués en Ligue Professionnelle 2          | El Makarem de Mahdia                   |

## Portrait du club champion
- Président : Hassen Belkhodja
- Responsable de la section de football : Moncef Klibi
- Entraîneur : Hmid Dhib puis Abderrahmane Ben Ezzedine[3]
- Effectif utilisé (24 joueurs) :
  - Gardiens de but : Kamel Karia (13 m), Mohamed Naceur Chouchan (13 m)
  - Défenseurs : Ridha Akacha (26 m), Abdelkrim Bouchoucha (24 m), Abdelkader Ben Saïel (24), Abdelhamid Kenzari (20 m), Fethi Bessifi (7 m), Ahmed Boughnia (1 m)
  - Milieux de terrain : Tarak Dhiab (26), Mohamed Ben Mahmoud (26), Abdelmajid Jelassi (23 m) , Lotfi Laâroussi (23 m), Taoufik Laâbidi (3 m), Samir Chemam (3 m), Youssef Touati (2 m)
  - Attaquants : Abdelmajid Gobantini (24), Temime Lahzami (22 m), Abdelmajid Ben Mrad (14), Faouzi Hanchi (9 m), Jamel Bouhlal (9 m), Hamadi Hannachi (3 m), Abdelaziz Ben Frej (3 m), Ahmed Rached (2 m), Ali Ben Soltan (2 m)
- Buteurs :
  - Temime Lahzami : 12 buts
  - Abdelmajid Gobantini : 9 buts
  - Abdelmajid Jelassi : 6 buts
  - Tarak Dhiab : 4 buts
  - Lotfi Laâroussi : 2 buts
  - Abdelmajid Ben Mrad, Mohamed Ben Mahmoud et Abdelaziz Ben Frej : 1 but